# Лілліан Рот
Лілліан Рот (англ. Lillian Roth, уроджена Лілліан Рутштайн (англ. Lillian Rutstein; 13 грудня 1910 — 12 травня 1980) — американська акторка та співачка. Удостоєна зірки на Голлівудській алеї слави.

## Біографія
Народилася в Бостоні у родині євреїв Кеті Сильверман і Артура Рутштайна. Її акторський дебют відбувся ще в дитинстві на одній із сцен Бродвею у 1917 році. Наступні кілька років вона продовжувала грати в театрі, а також гастролювала країною разом із сестрою Енн з водевілями. У 1918 році Рот вперше з'явилася на кіноекранах, виконавши епізодичну роль у німому фільмі.
Наприкінці 1920-х, здобувши на той час освіту, вона підписала контракт з «Paramount Pictures» і у 1929 році повернулася до кіно. Основні свої ролі Рот зіграла до середини 1930-х, з'явившись у картинах «Парад кохання» (1929), «Армійський парад» (1930), «Злодії та мисливці» (1930) та «Мадам Сатана» (1930). У той же час вона продовжувала грати на Бродвеї, де брала участь у низці успішних музичних постановок як акторка та співачка.
Наприкінці 1930-х Рот пішла в тінь, переставши грати в театрі та зніматися в кіно. 1953 року акторка з'явилася як гостя у телепередачі «Це ваше життя», в якій поділилася своїми проблемами з алкоголізмом. У 1954 році вона опублікувала автобіографію «Я буду плакати завтра», на основі якої через рік Деніел Манн зняв однойменний фільм, де роль Рот виконала Сьюзен Гейворд, номінована за неї на премію «Оскар». Успіх картини знову пробудив інтерес публіки до Лілліан Рот, і в наступні роки вона виконала кілька ролей на телебаченні, а в 1962 повернулася на Бродвей з мюзиклом «Я дістану тобі це оптом». У 1970-ті Рот знову з'явилася на великому екрані, виконавши невеликі ролі у фільмах «Еліс, мила Еліс» (1976) та «Променад» (1979).
Акторка п'ять разів була одружена і стільки ж розлучалася.
Лілліан Рот померла від інсульту у 1980 році у віці 69 років і була похована на цвинтарі Маунт-Плезант у Вестчестері. Її внесок у кіноіндустрію США відзначено зіркою на Голлівудській алеї слави.

## Фільмографія
- 1929 — Парад кохання / The Love Parade
- 1930 — Король-бродяга